# Сейнт Лунатикс
„Сейнт Лунатикс“ (Шаблон:St. Lunatics) е хип-хоп група от Сейнт Луис, щата Мисури, Съединените американски щати.
Основател на групата е Нели, а другите ѝ членове са негови приятели от града – Али, Мърфи Лий, Кайджюън, Сити Спъд и Slo'Down. Групата е основана през 1993 г. Първият ѝ хит е Gimmie What U Got от 1996 г. и става доста популярен в Сейнт Луис и околността.
Въпреки това групата не успява да подпише договор със звукозаписна компания, затова Нели решава да пробва солова кариера, за да може негов евентуален пробив на музикалната сцена да помогне и на Сейнт Лунатикс. Нели пробива през 2000 г., но докато записва дебютния си албум, Сити Спъд е арестуван и осъден на десет години за въоръжен грабеж. През 2001 г. излиза и дебютният албум на Сейнт Лунатикс – Free City, който добива платитен статут от RIAA. През 2002 и 2003 г. Али и Мърфи Лий също издават солови албуми – съответно Heavy Starch и Murphy's Law. Очаква се вторият албум на Сейнт Лунатикс, като в някои интервюта групата загатва, че ще изчака освобождаването на Сити Спъд от затвора, за да завършат заедно албума. През 2006 г. на пазара излиза албумът Who's The Boss, който съдържа няколко от ранните парчета на групата.

## Членове
- Нели (Корнел Хейнс младши) e роден на 2 ноември 1974 г. в Остин, Тексас. Той е един от най-продаваните рапизпълнители на всички времена с над 40 милиона продадени албума в цял свят. Освен това той е и най-успешният рапър в историята на американската класация Billboard Hot 100 с девет песни в челната десетка, четири от които са заемали първото място. Нели има три награди Грами.

- Али (Али Джоунс) е роден на 13 юли 1972 г. Той е отговорен за успеха на групата, защото успява да убеди Нели да започне солова кариера. Президент е на лейбъла на Нели, Derrty Ent.. На 14 октомври 2006 е спрян от полицията, защото шофира колата си с изтекла регистрация и шофьорска книжка. Али се оплаква, че арестуващият го полицай многократно използва електрошок, обижда го на расова основа и го заплашва с убийство. В крайна сметка Али е осъден за съпротива, оказана по време на арестуване, нападение над полицай и нанасяне на имуществени щети на патрулна кола. Освободен е срещу гаранция от 1500 щ.д.

- Мърфи Лий (Торхи Мърфи Лий Харпър) е роден на 18 декември 1979 г. в Сейнт Луис. Носител е на награда Грами. Собственик е на верига от заведения за бързо хранене, наречена Good for You Cafe, както и на лейбъла U C Me ENT.. Дебютният му албум Murphy's Law е сертифициран от RIAA като платинен.

- Кайджюън (Робърт Кайджюън Кливлънд) е роден през април 1976 г. в Сейнт Луис. Той е по-голям брат на Мърфи Лий.

- Сити Спъд (Лавел Уеб) е роден на 31 август 1975 г. Сити Спъд е доведен брат на Нели. През 1999 г. е осъдне на 10 години затвор за въоръжен грабеж. Продуцира няколко песни от дебютния албум на Нели.

- Slo'Down (Кори Едуардс) е единственият член на групата, който не пее. По време на концерти танцува около останалите и подгрява публиката. Винаги носи маска на лицето.

## Дискография
Албуми
- 2001: Free City
- 2006: Who's The Boss

Сингли
- Gimmie What U Got
- Summer in the City
- Midwest Swing
- Batter Up
- Let Me In Now
- Here We Come

Като гост-изпълнители